# Theresienfeld
Theresienfeld es una localidad situada en el distrito de Wiener Neustadt, en el estado de Baja Austria, Austria. Tiene una población estimada, a principios de 2022, de 3817 habitantes.
Está ubicada al sureste del estado, a poca distancia de la frontera con el estado de Burgenland, y al sur de Viena y del río Danubio.